# 内海産業
内海産業株式会社（うつみさんぎょう）は、東京都港区に本社を置くノベルティグッズの企画・販売を行う企業である。

## 沿革
- 1972年 - 家電メーカーのセールスプロモーションを担う専門会社として法人設立。東京都中央区宝町に本社を構える
- 1975年 - 本社を中央区銀座に移転
- 1997年 - 本社を港区新橋に移転。
- 2017年 - 設立45周年にあたり、CIを刷新。
- 2017年 - 「購買促進」を略した「買促（かいそく）」を商標登録し、8月4日を「買促の日」として記念日登録。
- 2019年 - SDGs実現に向けた価値創造モデルを策定し、「8.4（ハッピーショピング）宣言」を行う。さらに、9月に国連グローバル・コンパクトに署名。
- 2022年 -設立50周年